# Kaczmary (rejon jaworowski)
Kaczmary (ukr. Качмарі) – wieś na Ukrainie, w rejonie jaworowskim obwodu lwowskiego.

## Historia
Dawniej część wsi Kertyna, położona na północ.